# Jelena Sinczukowa
Jelena Aleksandrowna Sinczukowa z d. Iwanowa ros. Елена Александровна Синчукова z d. Иванова (ur. 23 stycznia 1961 w Kemerowie) – rosyjska lekkoatletka startująca początkowo w barwach ZSRR, specjalistka skoku w dal.

## Kariera sportowa
Zajęła 6. miejsce w pięcioboju na mistrzostwach Europy juniorów w 1979 w Bydgoszczy.
Na mistrzostwach Europy w 1982 w Atenach zdobyła brązowy medal w skoku w dal, przegrywając jedynie z Rumunkami Vali Ionescu i Anișoarą Cușmir. Później przez kilka lat nie odnosiła sukcesów międzynarodowych. 
Już jako reprezentantka Rosji zajęła 4. miejsce w skoku w dal na mistrzostwach świata w 1991 w Tokio. Zajęła 2. miejsce w pucharze świata w 1992 w Hawanie. Na mistrzostwach świata w 1993 w Stuttgarcie zajęła 10. miejsce w finale, a na halowych mistrzostwach Europy w 1994 w Paryżu była siódma.
Zdobyła srebrny medal na halowych mistrzostwach Europy w 1996 w Sztokholmie, za Renatą Nielsen z Danii, a przed Claudią Gerhardt z Niemiec. Odpadła w kwalifikacjach na igrzyskach olimpijskich w 1996 w Atlancie.
Była mistrzynią ZSRR w skoku w dal w 1991 oraz brązową medalistką w 1982, a w hali wicemistrzynią ZSRR w 1983, 1984 i 1987 i brązową medalistką w 1991. W Rosji była mistrzynią w 1993, a także halową mistrzynią Rosji w 1994 i 1996 oraz brązową medalistką w 1998.

## Rekordy życiowe
Rekordy życiowe Jeleny Sinczukowej:
- skok w dal – 7,20 m (20 czerwca 1991, Budapeszt) – 18. wynik w historii światowej lekkoatletyki (kwiecień 2021)[13]
- skok w dal (hala) – 6,84 m (16 lutego 1985, Kiszyniów)
- trójskok – 14,09 m (13 września 1992, Villeneuve-d’Ascq)
- trójskok (hala) – 13,95 m (12 stycznia 1995, Moskwa)